# Lepidolejeunea pellucida
Lepidolejeunea pellucida là một loài Rêu trong họ Lejeuneaceae. Loài này được (Horik.) R.M. Schust. mô tả khoa học đầu tiên năm 1963.